# مستوفي الممالك

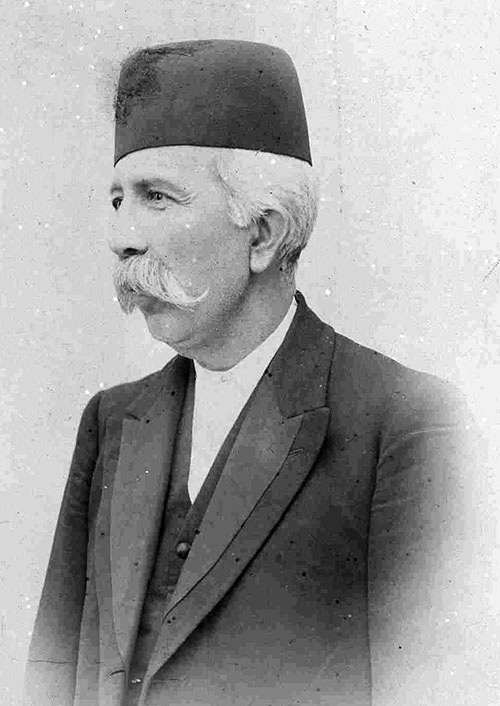
حسن مستوفي الممالك.

ميرزا حسن مستوفي الممالك (1874 - 1934 م) سياسي إيراني تسنم منصب رئاسة الوزراء خلال العهد القاجاري
ولد في طهران، تسنم منصب رئاسة الوزراء خمس مرات خلال العهد القاجاري، الأولى سنة 1910 والثانية سنة 1914 والثالثة سنة 1917 والرابعة سنة 1918 والخامسة سنة 1923 م، ترك العمل السياسي بعد تولي رضا شاه الحكم في إيران بسبب خصوماته الشخصية مع الأخير. مات في طهران وترك خلفاً له ثلاث وعشرون ولداً.